# Zinckeho reakce
Zinckeho reakce je organická reakce, při které reaguje pyridiniová sůl (Zinckeho sůl) s aminem. Nejčastěji je na místě této soli využíván N-(2,4-dinitrofenyl)pyridiniumchlorid, který vzniká nukleofilní aromatickou substitucí atomu chloru v 1-chlor-2,4-dinitrobenzenu pyridinem.
Theodor Zincke, po kterém reakce nese jméno, se podílel i na objevení Zinckeho-Suhlovy reakce nebo Zinckeho nitrace. Tyto reakce by ale neměly být zaměňovány se Zinckeho reakcí.

## Mechanismus reakce
Výchozí látku pro Zinckeho reakci, tzv. Zinckeho sůl (2), lze připravit reakcí 1-chlor-2,4-dinitrobenzenu (1) s pyridinem. Tato reakce probíhá aromatickou nukleofilní substitucí přes Meisenheimerův intermediát. Zinckeho sůl (2) je před samotnou reakcí většinou izolována a přečištěna rekrystalizací.
Při samotné Zinckeho reakci dochází k ataku α-polohy pyridinového jádra látky 2 nukleofilní dusíkem aminu. Při tomto kroku vzniká intermediát 3, v kterém už původní pyridinové jádro není aromatické. Následně dochází k elektrocyklické reakci a původní pyridinový cyklus je otevřen za vzniku intermediátu 4. Intermediát 4 reaguje s druhým ekvivalentem aminu za vzniku intermediátu 6 a odštěpení 2,4-dinitroanilinu 5, který je vedlejším produktem Zinckeho reakce. Intermediát 6 (Königova sůl) vzniká nejprve jako izomer 6b, který je ovšem v rovnováze s izomerem 6a, který elektrocyklizačně přechází na intermediát 7. Po naprotonování dochází k eliminiaci jedné molekuly aminu a současné aromatizaci pyridinového jádra za vzniku produktu 9.
Produktem reakce je tedy N-substituovaná pyridiniová sůl, kde substituent R pochází z použitého aminu. Pokud řetězec R začíná alifatický řetězcem (např. butyl, ale i benzyl), lze příslušnou pyridiniovou sůl také připravit prostou alkylací pyridinu příslušným halogenderivátem.

## Využití
Jedna aplikace Zinckeho reakce využívá amin ukotvený na pevné fázi, který reaguje se Zinckeho solí odvozenou od isochinolinu.
Dalším příkladem využití je syntéza chirální isochinoliniové soli.

## Zinckeho aldehydy
Sekundárními aminy reagují se Zinckeho solí za vzniku Königových solí (viz Mechanismus reakce, struktura 6), které jsou nabité (na rozdíl od struktury 6 vzniklé z primárního aminu) a nepodléhají cyklizaci. Tyto iminiové soli jsou tedy konečným produktem Zinckeho reakce při použití sekundárních aminů a lze je následně hydrolýzou převést na příslušné dusíkaté aldehydy (Zinckeho aldehydy).
Zinckeho syntéza aldehydů byla například použita pro přípravu aldehydů odvozených od indolu. V tomto případě byl pyridin aktivován reakcí s kyanogen bromidem za vzniku reaktivní Zinckeho soli.